# Whammy!
Whammy! – trzeci album studyjny grupy The B-52’s, wydany w 1983.

## lista utworów
1. „Legal Tender” (The B-52’s, Strickland, Waldrop) – 3:40
2. „Whammy Kiss” (The B-52’s) – 5:20
3. „Song for a Future Generation” (The B-52’s) – 4:00
4. „Butterbean” (The B-52’s) – 4:14
5. „Trism” (The B-52’s) – 3:23
6. „Queen of Las Vegas” (The B-52’s) – 4:40
7. „Don't Worry” (Yoko Ono) – 3:58 / „Moon 83” (późniejsze wydania)
8. „Big Bird” (The B-52’s) – 4:14
9. „Work That Skirt” (The B-52’s) – 3:48

## Muzycy
- David Buck - trąbka
- Ralph Carney - saksofon
- Kate Pierson - śpiew
- Fred Schneider - śpiew
- Keith Strickland - śpiew, różne instrumenty
- Cindy Wilson - śpiew
- Ricky Wilson - śpiew, różne instrumenty

## Listy przebojów
| Lista (1983)       | Najwyższa pozycja |
| ------------------ | ----------------- |
| U.S. Billboard 200 | 29                |
| UK                 | 33                |